# Оракул

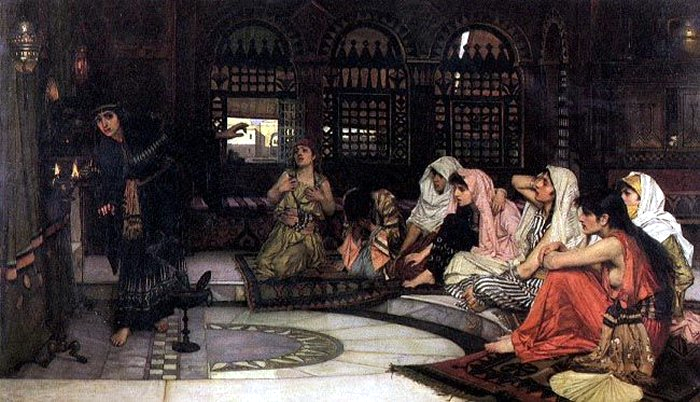
Джон Уильям Уотерхаус. «Обращение к оракулу» (1884)

Карта святилищ Древней Греции

Ора́кул (лат. oraculum, от oro — «говорю, прошу») — наиболее распространённая в античности форма прорицания, состоявшая в том, что предсказание от имени божества по запросу верующих оглашал специальный жрец, который и именовался оракулом. В более широком смысле под оракулом понимали и прорицалище — место, где оглашалось предсказание, и сам текст предсказания.
В современном языке под оракулом понимается предсказатель будущего, а также человек, все суждения которого признаются непреложной истиной, откровением.

## Происхождение
За исключением дельфийской Пифии, все древние оракулы были мужского пола. Историки предполагают, что оракулы пришли в Древнюю Грецию с Древнего Востока, ибо похожие прорицалища существовали в Мари и в Ассирии, а также в древнеегипетском городе Буто.
По свидетельству Геродота, древнейший из оракулов древней Эллады находился в Эпире, в городе Додона. Предполагается, что он возник до прихода в Элладу греков как святилище Богини-матери, которая в греческой традиции толковалась как богиня земли Гея. Как и все, видимо, древнейшие оракулы, он был связан с хтоническим культом: жрецы черпали предсказания в шелесте листьев священного дуба.
Геродот упоминает и других оракулов. Он рассказывает, что лидийский царь Крёз решил выбрать самого точного оракула и разослал гонцов «в Дельфы, других в Абы, что в Фокиде, третьих в Додону; иные были посланы также к Амфиараю и к Трефонию и, наконец, в Бранхиды в Милетской области». То, что Крёз будет варить в котле черепаху и ягнёнка, смогла предсказать лишь дельфийская пифия. Эта история показывает, что оракулов чтили не только древние греки, но и их непосредственные соседи.

## Пифия

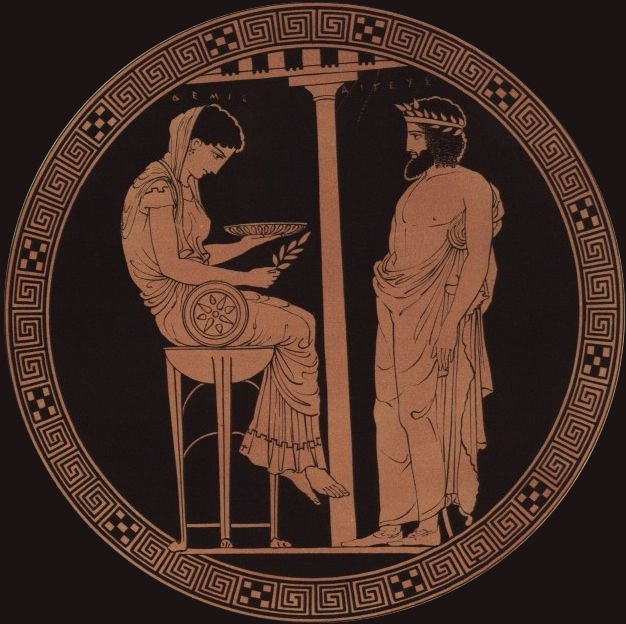
Царь Эгей перед пифией

Наиболее знаменитый и авторитетный оракул античного мира находился в Дельфах, которые считались пупом мира, ибо там находился омфал. Истоки этого оракула тоже хтонические, что нашло отражение в мифе об истреблении змея Пифона богом света Аполлоном, которому впоследствии и было посвящено это прорицалище. Жрица, называемая пифией, вдыхала ядовитые пары, исходившие из трещины в породе, и впадала в священный экстаз, а жрецы записывали её слова. Предсказания формулировались тёмным, поэтическим языком и зачастую допускали диаметрально противоположные толкования.
Как и другие оракулы, пифия давала предсказания в строго определённые дни — только в седьмой день месяца, притом на зиму святилище закрывалось. Чтобы гарантировать благосклонность пифии, вопрошающие должны были приносить в Дельфах обильные жертвы. Люди попроще поэтому обращались не к пифии, а к бродячим прорицателям. Дельфийский оракул был закрыт в 393 году по приказу императора-христианина Феодосия Великого как оплот язычества.

## Сивиллы и мантика
Уникальность оракулов состояла в том, что они воспринимались как врата, через которые можно было напрямую общаться с божеством, задавать ему вопросы. В эпоху эллинизма конкуренцию оракулам стали составлять сивиллы — прорицательницы, разбросанные по окраинам греческого мира. В отличие от оракулов, они не отвечали на обращённые к ним запросы, а в экстазе пророчили предстоящие людям бедствия. Изречения сивилл заносились в особые книги, к которым в Древнем Риме обращались только с особого разрешения сената.
В отличие от оракулов, сивиллы могли представлять собой общее наследие всех индоевропейских народов — подобные предсказатели известны у кельтов, они описаны в «Рамаяне» и «Махабхарате», у славян ту же функцию выполняли вещие волхвы, у германцев — Вёльва и Веледа.
От оракулов и сивилл следует отличать жрецов, которые занимались мантикой, — толкованием знаков, ниспосылаемых богами. В Древнем Риме к их числу относились авгуры, толковавшие поведение птиц, и гаруспики, гадавшие по внутренностям жертвенных животных.